# Milan Karlíček
Milan Karlíček (* 6. únor 1981, Zlín) je bývalý český hokejový obránce.

## Kluby podle sezon
- 1999-2000 HC Continental Zlín, LHK Jestřábi Prostějov, HC Draci Šumperk
- 2000-2001 HC Kometa Brno, HC Continental Zlín
- 2001-2002 GKS Katowice
- 2002-2003 LHK Jestřábi Prostějov
- 2003-2004 HC Oceláři Třinec, HC Havířov Panthers
- 2004-2005 HC Kometa Brno, HC Sareza Ostrava
- 2005-2006 HC Kometa Brno
- 2006-2007 HC Kometa Brno, SHK Hodonín
- 2007-2008 HC VCES Hradec Králové
- 2008-2009 HC VCES Hradec Králové
- 2009-2010 HC VCES Hradec Králové
- 2010-2011 Wölfe Freiburg
- 2011-2012 HC VCES Hradec Králové, HK 36 Skalica, PSG Zlín
- 2012-2013 Královští lvi Hradec Králové